# Tommy Johansson
Tommy "ReinXeed" Johansson (*26. října 1987, Boden, Švédsko) je švédský zpěvák a kytarista, a zakladatel powermetalové kapely Majestica, kterou založil v roce 2000. Od roku 2016 do roku 2024 byl kytaristou v heavy/power metalové kapele Sabaton.

## Životopis

### ReinXeed
V roce 2000 založil Tommy svoji první kapelu, ReinXeed. Jejich debutové albu vyšlo ovšem až o osm let později a jednalo se o desku s názvem The Light. S ReinXeedem se proslavil hlavně díky kompilačním album Swedish Hitz Goes Metal a Swedish Hitz Goes Metal II, kde ztvárnil covery na slavné švédské písně. Skupina později změnila jméno skupiny na "Majestica".

### Sabaton
Místo ve švédské kapele Sabaton mu bylo nabízeno již po prvním rozpadu této kapely v roce 2012, tehdy ho ale Tommy z osobních důvodů odmítl. Když ovšem v roce 2016 Sabaton opustil Thobbe Englund bylo mu místo nabídnuto znova a tentokrát ho již přijal. Své první vystoupení s kapelou odehrál na Sabaton Open Air 2016.
V lednu 2024 skupina oznámila, že Johansson přátelský odchází ze skupiny, aby se věnoval svým hudebním projektům a skupině Majestica.